# پودرهای اثرانگشت
پودرهای اثرانگشت پودرهایی هستند که همراه با برس‌های اثرانگشت توسط بازرسان صحنه جرم و سایر پرسنل مجری قانون برای جستجو و تقویت اثر انگشت پنهان یا نامرئی مورد استفاده قرار می‌گیرند که می‌توان از آن برای تعیین هویت استفاده کرد. این روش ایجاد اثر انگشت که معمولاً به عنوان گردگیری برای اثر انگشت شناخته می‌شود، شامل چسبیدن ذرات پودر به ترشحات رطوبت و عرق است که بر روی سطوح توسط برجستگی‌های برجسته روی انگشتان، کف دست‌ها یا کف پا طراحی شده برای گرفتن، به نام برجستگی اصطکاکی بر روی سطوح مختلف رسوب می‌کند. . ترک هایی که نمایانگر نواحی افسرده و فاقد اثر انگشت هستند، پودر را در خود نگه نمی‌دارند.
توسعه فیزیکی اثر انگشت با استفاده از پودر یکی از روش‌هایی است که می‌توان برای تقویت اثر انگشت استفاده کرد. معمولاً برای جستجوی اثر انگشت روی سطوح بزرگ غیر متخلخل استفاده می‌شود که نمی‌توانند برای توسعه شیمیایی در آزمایشگاه ارسال شوند. با این حال، این روش خاص برای بهبود اثر انگشت تازه رسوب‌شده مناسب‌تر است، زیرا چسبندگی پودر با خشک شدن باقی‌مانده اثر کاهش می‌یابد.
پودرهای اثر انگشت معمولاً به دلیل تطبیق پذیری مرتبط با این تکنیک استفاده می‌شوند. مجموعه بزرگی از ترکیبات پودر اثر انگشت وجود دارد که در طول زمان تکامل یافته‌اند تا استفاده ایمن و مؤثر از پودرهای اثر انگشت را در طیف گسترده‌ای از پس زمینه‌ها امکان‌پذیر کنند.

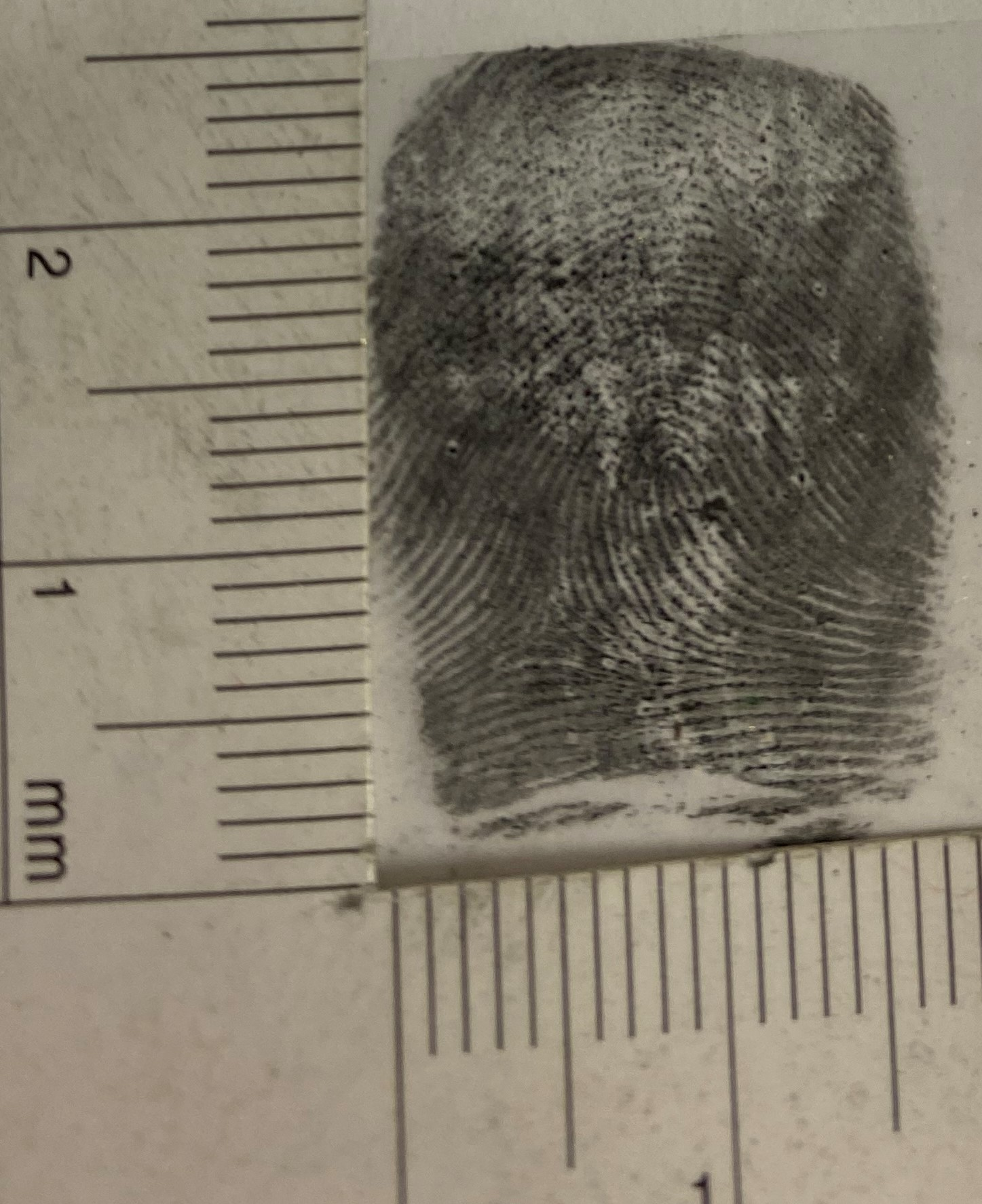
اثر انگشت با استفاده از پودر مغناطیسی و با مقیاس میلیمتر ساخته شده‌است

## ترکیب‌بندی
به‌طور کلی، دو شکل در پودرهای اثر انگشت خشک غیر مغناطیسی وجود دارند: یک رنگ، معمولاً در طبیعت غیر آلی، و یک ماده برای چسبندگی در پودر مانند اسید استئاریک، نشاسته ذرت یا پودر لیکوپودیوم ، هاگ‌های کاج‌های زمینی و سایر گیاهان مرتبط. علاوه بر این، یک ماده پرکننده مانند پوکه مشبک اغلب اضافه می‌شود تا رنگ و مواد چسبنده را با هم حفظ کند و در عین حال از تشکیل توده‌های بزرگ در پودر که منجر به کاربرد بی‌موثر بر روی سطح می‌شود، جلوگیری می‌کند.
با این حال، پودرهای اثر انگشت مدرن فراوان هستند و شامل گزینه‌های خشک و آبی هستند. پودرهای اثر انگشت خشک اغلب بر اساس ترکیب کلی به شش نوع اصلی دسته‌بندی می‌شوند. با این حال، برخی از پودرها ممکن است به بیش از یک گروه تعلق داشته باشند. این پودرهای خشک را می‌توان به محلول شوینده رقیق اضافه کرد که می‌تواند روی سطوح اعمال شود تا اثر انگشت ایجاد شود.

### پودرهای پولکی
پودرهای پولک مانند از ذرات فلز تشکیل شده‌اند. متداول‌ترین ماده مورد استفاده در این نوع پودر آلومینیوم است. اما اغلب از برنز، طلا، مس، آهن و روی نیز استفاده می‌شود. پودر آلومینیوم روی سطوح مختلف ظاهر می‌شود و انتخاب پودری محبوبی در بریتانیا است.

### پودرهای گرانول
پودرهای گرانول در دهه ۱۹۲۰ به عنوان یکی از اولین انواع پودرهای اثر انگشت موجود اختراع شدند. مواد مورد استفاده در ساخت این پودرها گچ، کربن سیاه، گرافیت و انواع اجزای سرب و جیوه بود. پودرهای گرانولی مدرن از سرب یا جیوه استفاده نمی‌کنند زیرا مشخص شده‌است که با استفاده طولانی مدت باعث عوارض سلامتی می‌شوند. پودرهای گرانول سیاه که معمولاً در ایالات متحده آمریکا استفاده می‌شود، اکنون از ذرات مبتنی بر کربن تشکیل شده‌اند. با این حال، طیف گسترده‌ای از رنگ‌ها نیز برای ایجاد کنتراست با بسیاری از پس زمینه‌ها در دسترس هستند.

### پودرهای مغناطیسی
پایه پودرهای مغناطیسی پودر دانه ای یا پولکی با هر رنگی است. جنبه مغناطیسی به افزودن ذرات کوچک آهن نسبت داده می‌شود. پودرهای مغناطیسی جزئیات اثر انگشت را به‌طور موثرتری نسبت به پودرهای گرانولی و پولکی سنتی افزایش می‌دهند زیرا ذرات ریزتر هستند و روش استفاده کمتر تهاجمی است.

### پودرهای فلورسنت
پودرهای فلورسنت در دو ترکیب دانه ای و مغناطیسی موجود هستند. جزء فلورسنت با افزودن یک رنگ رنگی به پودر برای تجسم بهتر اثر انگشت گرد و غبار روی سطوح چند رنگ با استفاده از نور ماوراء بنفش (UV) یا منبع نور جایگزین (ALS) ارائه می‌شود.

### نانو پودرها
نانوپودرها نوع نسبتاً جدیدی از پودر هستند که از نانوذرات تشکیل شده‌است. مشابه پودرهای مغناطیسی، این پودرها به دلیل اندازه ذرات بسیار کوچک، جزئیات برجستگی بیشتری را در اثر انگشت تازه رسوب کرده و قدیمی ارائه می‌دهند.

### پودرهای مادون قرمز
پودرهای مادون قرمز در ارتباط با نور مادون قرمز استفاده می‌شود. ویژگی‌های اثر انگشت از پس زمینه اطراف متمایز است زیرا نور مادون قرمز به جای انعکاس در اثر انگشت جذب می‌شود. این پودرها برای تقویت اثر انگشت موجود بر روی اسکناس در کشورهایی که از پول پلیمری استفاده می‌کنند بسیار سودمند هستند، زیرا پودر مشکلات مربوط به تجسم اثر انگشت بر روی اقلام با خواص رنگارنگ، بازتابنده و فلورسنت را برطرف می‌کند.

## عوامل مؤثر بر کیفیت پودر اثر انگشت
عوامل متعددی بر اثربخشی پودرهای اثر انگشت تأثیر دارند.

### اندازه و شکل ذرات
پودرهای با ذرات ریزتر جزئیات بیشتری را در اثر انگشت نسبت به پودرهایی که از ذرات درشت بزرگتر تشکیل شده‌اند نشان می‌دهند. علاوه بر این، ذراتی با شکلی که سطح بزرگ‌تری را فراهم می‌کند، چسبندگی بیشتری به اثر انگشت ایجاد می‌کند.

### چسبندگی
تقویت مؤثر اثر انگشت به چسبندگی پودر برای تشکیل اثر انگشت بدون چسبیدن به بقیه سطح متکی است، در غیر این صورت نمای اثر انگشت مخفی می‌شود. چسبندگی ذرات پودر به باقی مانده اثر انگشت تا حدی به جاذبه الکترواستاتیکی بین این دو نسبت داده می‌شود. با این حال، چسبندگی عمدتاً توسط افزایش تماس بین رطوبت اثر انگشت و پودر و کشش سطحی هدایت می‌شود.

### رنگ
پودر اثر انگشت باید با ایجاد کنتراست رنگی مناسب برای سطح مورد نظر داشته باشد. جزئیات اثر انگشت روی سطوح روشن با استفاده از پودرهای تیره یا سیاه به بهترین وجه قابل مشاهده است. برعکس، پودرهای سفید یا خاکستری برای تقویت اثر انگشت موجود در سطوح تیره توصیه می‌شود. با این حال، پودرهایی نیز در دسترس هستند که حاوی عناصری هستند که کنتراست را در انواع سطوح ایجاد می‌کنند. این پودرها در صحنه‌های جرم و جنایت که سطوح روشن و تاریک نیاز به توسعه اثر انگشت دارند، سودمند هستند، زیرا نیازی به تغییر نوع/رنگ پودر بین استفاده‌ها نیست. اگرچه سطوح چند رنگ پیچیده‌تر هستند و بنابراین برای ارائه بهترین کنتراست در این شرایط به پودرهای فلورسنت و منابع نور اضافی نیاز است.

### ثبات
پودر نباید به هم چسبیده شود زیرا جزئیات مهم شناسایی اثر انگشت ممکن است در طول استفاده از پودر از بین بروند.

## انتخاب و کاربرد پودر
در گذشته، پودرها بر اساس انتخاب شخصی یا تشریح روش‌های استاندارد بخش یا آژانس مرتبط انتخاب می‌شدند. با این حال، علی‌رغم این آزادی در فرایند انتخاب پودر، بازرسان صحنه جرم باید در نهایت پودرهایی را انتخاب کنند که بهترین کنتراست را در برابر سطحی که اثر انگشت روی آن قرار می‌گیرد، با در نظر گرفتن ویژگی‌های خود سطح ارائه دهد.
بیشتر پودرهای اثر انگشت با یک برس اثر انگشت متشکل از الیاف بسیار ظریف طراحی شده برای برداشتن پودر و به آرامی آن را از طریق یک حرکت چرخشی روی اثر انگشت قرار می‌دهند تا بدون از بین بردن بقایای ظریف تشکیل‌دهنده اثر انگشت، آن را آشکار کند. انواع مختلفی از برس‌ها وجود دارد که می‌توان از آنها برای استفاده از پودر اثر انگشت استفاده کرد. انتخاب بیشتر به مرحله توسعه اثر انگشت بستگی دارد. به عنوان مثال، برس‌های اثرانگشت پر جزئیات را در اثر انگشت‌هایی که در طول جستجوی اولیه با برس‌های اثرانگشت متشکل از الیاف فایبر گلاس قرار دارند، افزایش می‌دهند. پودر اثر انگشت ممکن است با استفاده از روش‌های آئروسل استفاده شود که تماس مستقیم با سطح ندارد.
پودرهای مغناطیسی در نحوه استفاده از آنها روی اثر انگشت کمی با پودرهای سنتی متفاوت است. به‌طور خاص، یک اپلیکاتور مغناطیسی به جای یک برس اثر انگشت متشکل از الیاف استفاده می‌شود. آهنربا در اپلیکاتور پودر مغناطیسی را جذب می‌کند و مجموعه ای از پودر را تشکیل می‌دهد که می‌تواند به آرامی روی اثر انگشت حرکت کند. پس از تکمیل، آهنربا در اپلیکاتور جمع می‌شود و پودر مغناطیسی می‌افتد. مزیت این روش کاربردی این است که هیچ مویی با سطح تماس نمی‌گیرد و بنابراین، در مقایسه با روش‌های دیگر ایجاد اثر انگشت، احتمال آسیب کمتری به چاپ وجود دارد.
صرف نظر از روشی که برای استفاده از پودر اثر انگشت انتخاب شده‌است، باید مراقب باشید که از پودر بیش از حد استفاده نکنید که می‌تواند جزئیات ظریف اثر انگشت مورد نیاز برای شناسایی را خراب کند. علاوه بر این، اثر انگشت حاوی DNA است که می‌تواند در تجزیه و تحلیل DNA بعدی پزشکی قانونی استفاده شود و بنابراین، کاهش خطرات آلودگی DNA هنگام استفاده از پودر اثر انگشت بسیار مهم است.

## کاربردهای بیشتر
پودر اثر انگشت برای تشخیص و جمع‌آوری اثر انگشت نهفته مفید است، اما این همه آنالیز قابل انجام نیست. Kaplan-Sandquist, LeBeau و Miller مطالعه ای را انجام دادند که در آن روش‌های توسعه اثر انگشت را با واجذب-یونش لیزری به کمک ماتریس آزمایش کردند. پودر اثر انگشت به عنوان یک ماتریس MALDI مفید است. این ابزار می‌تواند بسیاری از ترکیبات را شناسایی کند. در این مطالعه، اثر انگشت آزمایش شده حاوی باقی مانده‌های حلال شناخته شده بود. پودر اثر انگشت همراه با ماتریس MALDI بالاترین میانگین نرخ تشخیص (۸۸٪) را داشتند. از آنجایی که این مطالعه کنترل شده بود، مشخص شده‌است که استفاده از این کاربرد بیشتر با MALDI/TOF MS مؤثر خواهد بود.

## نگرانی‌های بهداشتی مرتبط
پودرهای اثر انگشتی که در گذشته استفاده می‌شد حاوی موادی بودند که سرطان‌زا و سمی تلقی می‌شدند. به‌طور خاص، اجزای سرب و جیوه به دلیل موارد مرتبط با مسمومیت با جیوه و سرب از پودرهای اثر انگشت حذف شدند.
پودرهای اثر انگشت مدرن به‌طور قابل توجهی خطرات سلامتی کمتری دارند زیرا عمدتاً از اجزای ارگانیک تشکیل شده‌اند. با این حال، این نگرانی وجود دارد که ذرات کوچک درون پودرهای اثر انگشت ممکن است استنشاق شوند و پس از قرار گرفتن در معرض طولانی مدت می‌توانند منجر به ایجاد بیماری‌های ریوی شوند. پودرهایی با اندازه ذرات کوچکتر مانند پودرهای فلورسنت یا نانوپودرهای جدیدتر به ویژه نگران کننده هستند زیرا به اندازه کافی کوچک هستند که بتوانند به اعماق ریه‌ها برسند و ته‌نشین شوند. بنابراین، توصیه می‌شود افرادی که مکرراً از این پودرها استفاده می‌کنند، اقدامات احتیاطی لازم را برای کاهش خطر ابتلا به بیماری‌های تنفسی انجام دهند، خواه این کار در داخل هود یا استفاده از ماسک باشد.